# Matthias Schnettger

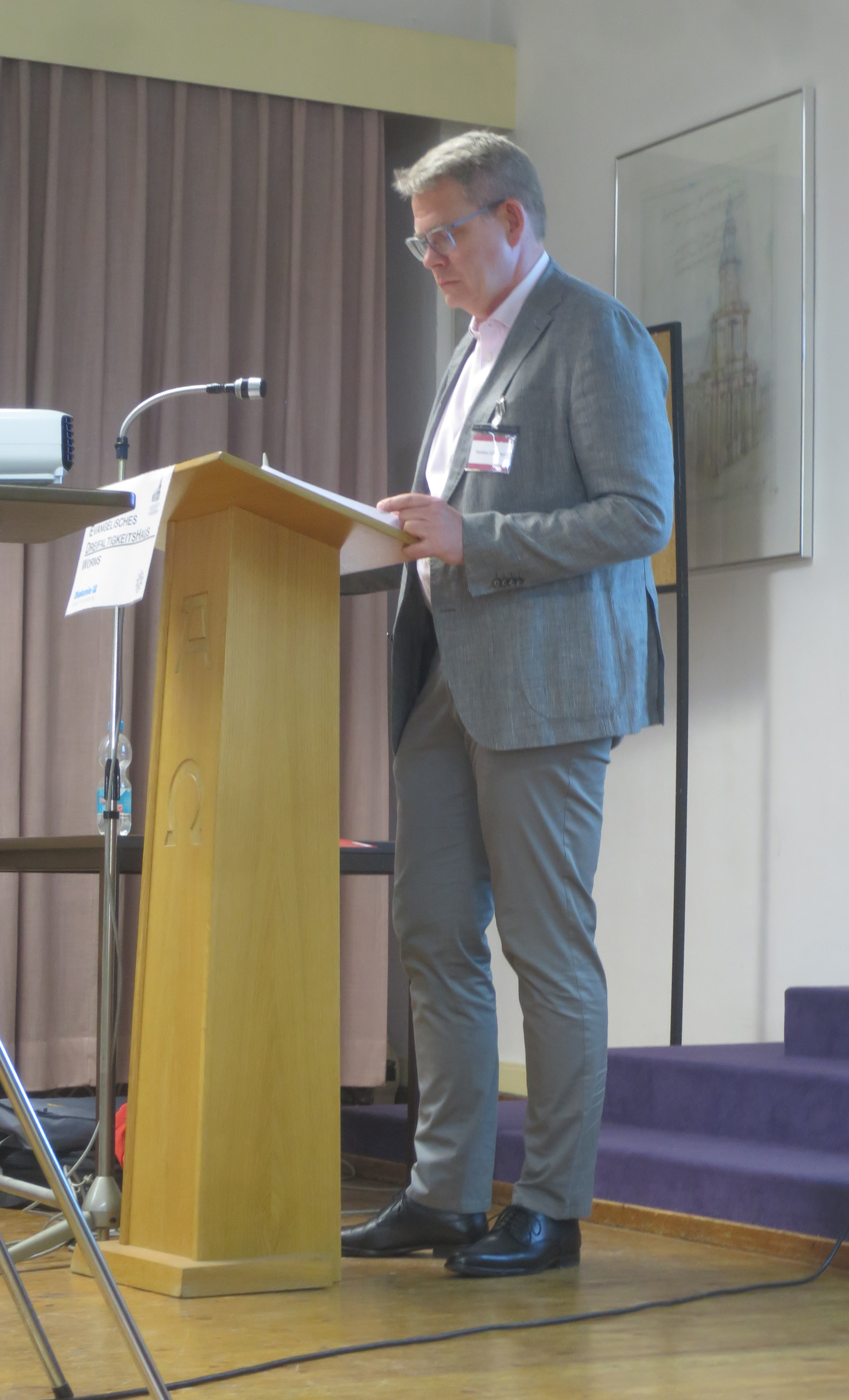
Matthias Schnettger (2025)

Matthias Schnettger (* 8. Juli 1965 in Oer-Erkenschwick) ist ein deutscher Historiker.
Matthias Schnettger studierte von 1987 bis 1992 Neuere und Mittlere Geschichte sowie Politikwissenschaft an der Universität Münster. Von 1993 bis 1995 war er wissenschaftlicher Mitarbeiter in Münster. Dort wurde er im Sommersemester 1994 mit einer von Heinz Duchhardt angeregten und betreuten Studie zum Reichsdeputationstag der Jahre 1655 bis 1663 promoviert. Von 1995 bis 2006 war er wissenschaftlicher Mitarbeiter am Institut für Europäische Geschichte der Universität Mainz. In den Jahren 1997 bis 2000 folgten Lehraufträge an der Universität Gießen und von 2001 bis 2005 Lehraufträge an der Universität Frankfurt am Main.
Seit 2001 ist er Mitherausgeber des Online-Rezensionsjournals sehepunkte. 2004 erfolgte die Habilitation in Frankfurt mit einer Arbeit über die Republik Genua und das Heilige Römische Reich in der Frühen Neuzeit (1556–1797). Von 2005 bis 2006 war er Gastdozent am Deutschen Historischen Institut in Rom. Seit dem Wintersemester 2006/07 lehrt Schnettger als Professor für Geschichte der Frühen Neuzeit an der Johannes Gutenberg-Universität Mainz.
Seine Forschungsschwerpunkte sind die Geschichte des Heiligen Römischen Reichs, insbesondere Reichsitaliens, das päpstliche Lehenssystem in der frühen Neuzeit, die Geschichte der Reichsstadt Frankfurt sowie Europa in der Frühen Neuzeit. Er ist Mitglied der Frankfurter Historischen Kommission.

## Schriften (Auswahl)
Monographien
- Das 17. Jahrhundert. Krisen, Kriege, Konsolidierungen (= Oldenbourg Grundriss der Geschichte. Bd. 54). De Gruyter Oldenbourg, München 2024, ISBN 978-3-11-073767-7.
- Kaiser und Reich. Eine Verfassungsgeschichte (1500–1806). Kohlhammer, Stuttgart 2020, ISBN 978-3-17-031350-7.
- mit Heinz Duchhardt: Barock und Aufklärung (= Oldenbourg Grundriss der Geschichte. Bd. 11). 5., neu bearbeitete und erweiterte Auflage des Bandes „Das Zeitalter des Absolutismus“. Oldenbourg, München 2015, ISBN 978-3-11-034583-4.
- Der Spanische Erbfolgekrieg. 1701–1713/14. Beck, München 2014, ISBN 978-3-406-66173-0.
- „Principe sovrano“ oder „Civitas imperialis“? Die Republik Genua und das Alte Reich in der frühen Neuzeit (1556–1797) (= Veröffentlichungen des Instituts für Europäische Geschichte Mainz. Abteilung für Universalgeschichte. Bd. 209 = Beiträge zur Sozial- und Verfassungsgeschichte des Alten Reiches. Bd. 17). von Zabern, Mainz 2006, ISBN 3-8053-3588-1 (Zugleich: Frankfurt am Main, Universität, Habilitations-Schrift, 2005).
- Der Reichsdeputationstag 1655–1663. Kaiser und Stände zwischen Westfälischem Frieden und Immerwährendem Reichstag (= Schriftenreihe der Vereinigung zur Erforschung der Neueren Geschichte e. V. Bd. 24). Aschendorff, Münster 1996, ISBN 3-402-05675-5 (Zugleich: Münster, Universität, Dissertation, 1994).

Herausgeberschaften
- mit Christine Roll: Epochenjahr 1806? Das Ende des Alten Reichs in zeitgenössischen Perspektiven und Deutungen (= Veröffentlichungen des Instituts für Europäische Geschichte Mainz, Abt. für Universalgeschichte. Beiheft 76). von Zabern, Mainz 2008, ISBN 978-3-8053-3872-1.